# Папаєв Віктор Євгенович
Віктор Євгенович Папаєв (рос. Виктор Евгеньевич Папаев, нар. 2 березня 1947, Базарний Карабулак) — радянський футболіст, що грав на позиції півзахисника, зокрема за московський «Спартак», а також національну збірну СРСР. Майстер спорту СРСР. По завершенні ігрової кар'єри — радянський і російський тренер.

## Клубна кар'єра
У дорослому футболі дебютував 1964 року виступами за команду «Сокол» (Саратов), в якій провів чотири роки. 
Своєю грою за цю команду привернув увагу представників тренерського штабу московського «Спартака», до складу якого приєднався 1968 року. Відіграв за московських спартаківців наступні шість сезонів своєї ігрової кар'єри. Більшість часу, проведеного у складі московського «Спартака», був основним гравцем команди. 1969 року допоміг команді стати чемпіоном СРСР, а за два роки здобув у її складі Кубок країни.
1974 року захищав кольори московського ЦСКА, після чого ще на два роки повертався до «Спартака».
У 1977–1980 роках грав за «Факел» (Воронеж), а завершував ігрову кар'єру у команді «Знамя труда», за яку виступав протягом 1980—1981 років.

## Виступи за збірну
1969 року дебютував в офіційних матчах у складі національної збірної СРСР. Наступного року провів ще дві товариські гри за радянську збірну, а останню, четверту, гру у її складі провів у 1973 році.

## Кар'єра тренера
Розпочав тренерську кар'єру, повернувшись до футболу після невеликої перерви, 1984 року, очоливши тренерський штаб команди «Знамя труда».
Протягом наступних тридцяти років перебував на тренерській роботі, зокрема працював із «Факелом» (Воронеж), тульським «Арсеналом», волгоградським «Ротором», «Хімками», «Сатурном» (Раменське), а також білоруським «Гомелем».
| Дата      | Місто         | Господарі | Результат | Гості  | Турнір           | Голи | Примітки |
| --------- | ------------- | --------- | --------- | ------ | ---------------- | ---- | -------- |
| 6-8-1969  | Москва        | СРСР      | 0 – 1     | Швеція | товариський матч | -    | 56'      |
| 20-2-1970 | Ліма          | Перу      | 0 – 2     | СРСР   | товариський матч | -    |          |
| 22-2-1970 | Сан-Сальвадор | Сальвадор | 0 – 2     | СРСР   | товариський матч | -    |          |
| 10-6-1973 | Москва        | СРСР      | 1 – 2     | Англія | товариський матч | -    | 58'      |
| Усього    |               | Матчів    | 4         |        | Голів            | 0    |          |

## Титули і досягнення
- Чемпіон СРСР (1):

«Спартак» (Москва): 1969
- Володар Кубка СРСР (1):

«Спартак» (Москва): 1971